# Contea di Wollondilly
La contea di Wollondilly è una Local Government Area che si trova nel Nuovo Galles del Sud. Essa si estende su una superficie di 2.560 chilometri quadrati e ha una popolazione di 44.050 abitanti. La sede del consiglio si trova a Picton.